# خوژوو
خوژوو (به چکی: Chožov) یک منطقهٔ مسکونی در جمهوری چک است که در ناحیه لوونی واقع شده‌است. خوژوو ۲۱٫۲۸ کیلومتر مربع مساحت و ۶۰۶ نفر جمعیت دارد و ۲۲۵ متر بالاتر از سطح دریا واقع شده‌است.